# Neobisium catherineae
Espèce
Neobisium catherineae est une espèce de pseudoscorpions de la famille des Neobisiidae.

## Distribution
Cette espèce est endémique du kraï de Krasnodar en Russie. Elle se rencontre dans la réserve naturelle et biosphérique du Caucase.

## Publication originale
- Nassirkhani, Zaragoza, Snegovaya & Chumachenko, 2020 : « Description of two new Neobisium (Neobisium) species and redescription of Neobisium (N.) speleophilum from Caucasian Russia, with a key to the Neobisium (Neobisium) species (Arachnida: Pseudoscorpiones) recorded from Russia. » Arachnology, vol. 18, no 5, p. 449-461.